# 永宁镇站
永宁镇站位于江苏省南京市浦口区永宁街道，是一个京沪下行线、宁启线和宁西线上的铁路车站。车站目前为四等站，邮政编码为211801，目前不办理客货运业务。

## 前身
永宁镇站前身为建于1909年的花旗营站。当时津浦线位于永宁镇北3千米穿过，并在花旗村设站。车站因其位于旗兵营地附近，故名为花旗营站:71。花旗营为津浦铁路上的小站，设有两条股道、两座沙土面站台，每日有两班列车停靠。花旗营站于1961年撤销:249。
1950年1月23日，津浦线花旗营车站发生列车正面冲突事故，造成16人死亡、46人受伤，是为津浦铁路局花旗营站撞车案。该事故是1949年中华人民共和国成立以来第一起重大铁路事故，事故之后铁道部迅速出台了一系列的措施以增强行车安全。

## 车站历史
1958年津浦铁路江浦段复线化工程开工，新建从花旗营出岔向西、经由永宁镇镇中心跨越滁河至东葛的津浦上行线。1961年复线化完工后撤销花旗营站，在上行线的永宁镇附近设永宁南站，同时下行线（原津浦正线）设立永宁北站。并另外在原花旗营站东侧设林场站:249,257。
1979年位于津浦下行线的永宁北站撤销，永宁南站改为永宁站。车站设有3条股道，站房面积共2499平方米，每日有3趟上行列车停靠:257:169。
由于津浦下行线经过区域地势低洼，易受洪水影响，铁路部门于1990年代在沿上行线旁修建津浦下行滁河大桥，于1993年5月1日建成通车，原下行线随即拆除。目前永宁老线和原永宁北站被永宁街道政府改建为滁河水利风景区“津浦旧地·水岸庄园”项目。

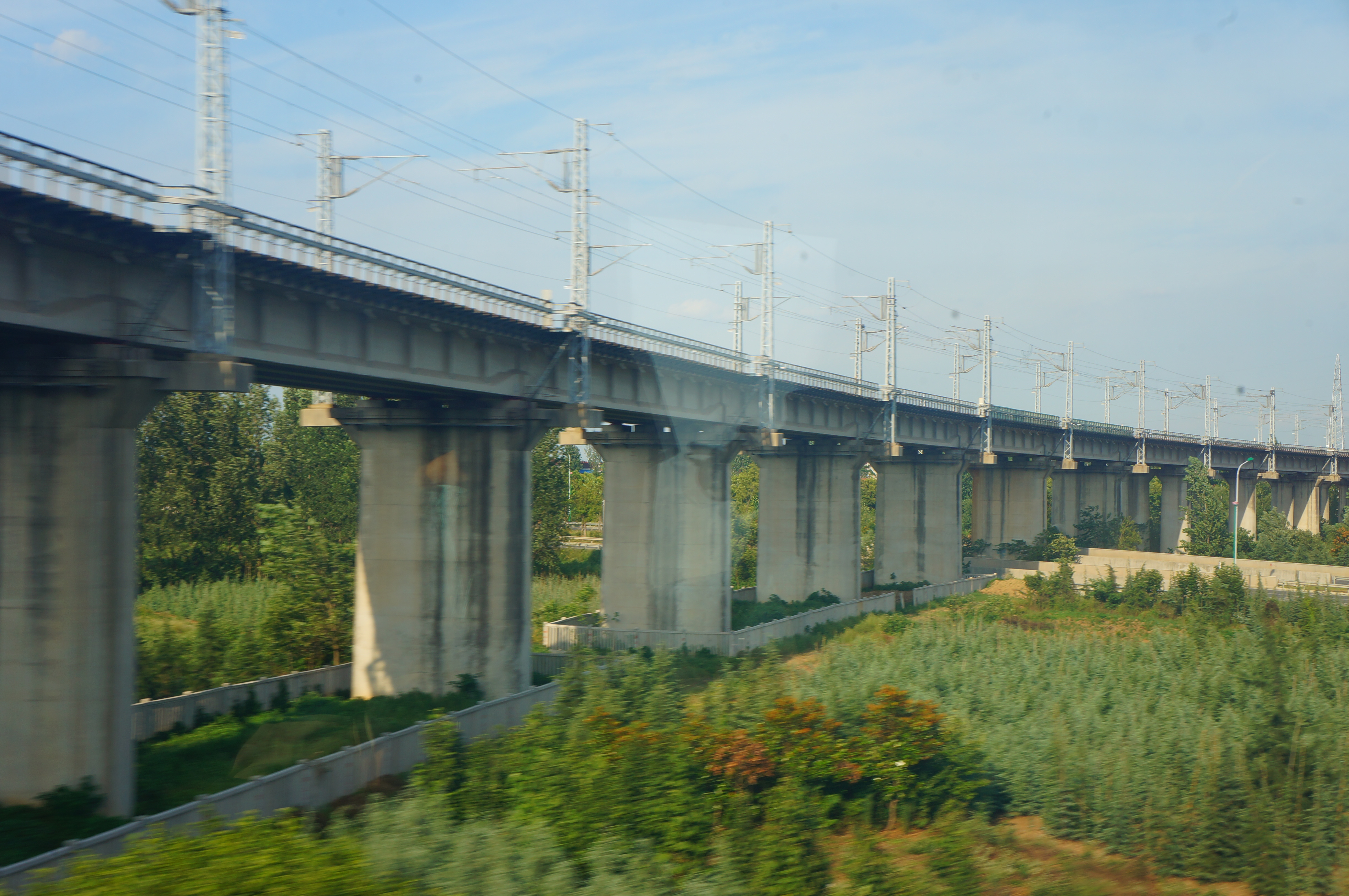
车站附近的永亭联络线

1990年代末宁西铁路南京枢纽规划期间曾计划将永宁站改建为编组站以分担南京东站的压力，同时计划修建东葛至林场、外包永宁镇编组站的津浦上行正线。2003年宁启铁路的东北联络线开工；2004年铁路部门更换了车站内的部分道岔，为铁路提速做准备并预留宁启、宁西接入点。宁启东北联络线于2004年完工并投入运行
2006年11月铁路部门开始宁西铁路南京枢纽工程。在南京枢纽接入过程中铁路部门新建京沪铁路永宁上改线工程并对永宁镇站站场进行改造。上改线起于永宁复兴村滁河京沪线989公里600处，终到林场站，全长12.8千米，外包永宁镇站和新建的高里站。外包上行线于2007年10月完工，11月23日启用。合宁铁路于2008年4月18日正式开通。

## 事件
2004年3月23日，一列由光华门站前往蚌埠方向的货运列车在驶经永宁镇站过岔时脱轨，车厢翻侧在铁路上下行正线上。二小时后翻侧的车厢被铁路部门派出的机车清理出正线，但由于事故打乱了列车运行时刻，事故造成的延误效应持续影响数十小时。